# 普莱森特希尔 (路易斯安那州)
普莱森特希尔（英語：Pleasant Hill），是美国路易斯安那州下属的一座村镇。根据2010年美国人口普查，该市有人口723人。建置上，属于“village”。